# Tetramesa nebulosa
Tetramesa nebulosa is een vliesvleugelig insect uit de familie Eurytomidae. De wetenschappelijke naam is voor het eerst geldig gepubliceerd in 1840 door Fonscolombe.